# لوي بريغيه
لوي فرانسوا كليمان بريغيه (بالفرنسية: Louis-François-Clement Breguet)‏ ـ (22 ديسمبر 1804 ـ 27 أكتوبر 1883) هو فيزيائي وصانع ساعات فرنسي. اشتهر بدوره في بواكير تطوير الاتصالات التلغرافية.

## نشأته وحياته العملية
ولد بريغيه في سويسرا، وهو حفيد صانع الساعات أبراهام بريغيه، مؤسس شركة بريغيه للساعات. وقد تولى لوي بريغيه إدارة الشركة سنة 1833، عقب تقاعد أبيه عن العمل، فتمكن بين عامي 1835 و1840 من تطوير أعمال الشركة، التي صارت تنتج 350 ساعة يد سنويًا، ثم تشعبت أعماله فبدأ يصنع الآلات العلمية والمعدات الكهربائية وآلات التسجيل وآلات التلغراف والساعات الكهربائية.
في سنة 1842 ابتكر ـ مع ألفونس فوي ـ جهاز تلغراف يعمل بإبرة كهربائية ليكون بديلًا لأنظمة التلغراف البصرية التي كانت تستخدم آنذاك، ثم قام بتزويد السكك الحديدية الفرنسية بنظام تلغراف صُدر فيما بعد إلى اليابان.
تولى بريغيه بعد ذلك تصنيع جهاز المرآة الدوارة (جهاز فيزو-فوكو) الذي استخدم إيبوليت فيزو وليون فوكو في قياس سرعة الضوء سنة 1850. وفي سنة 1856 صمم شبكة من الساعات الكهربائية المتزامنة لتوضع في وسط مدينة ليون، وفي سنة 1866 حصل على براءة اختراع لساعة كهربائية تتحكم فيها شوكة رنانة ترددها 100 هرتز.
في سنة 1870 ترك بريغيه إدارة الشركة لإدوارد براون ليتفرغ لأعمال التلغراف ومجال الاتصالات حديث النشأة، فشارك في تطوير ملف الحث، الذي قام هاينريش رمكورف لاحقًا بإدخال تحسينات عليه.

## التكريم
في سنة 1845 حصل بريغيه على وسام جوقة الشرف، وفي سنة 1874 صار عضوًا بالأكاديمية الفرنسية للعلوم، ثم حصل على وسام جوقة الشرف من رتبة ضابط سنة 1877، كما نُقش اسمه على برج إيفل عند إنشائه، ليكون واحدًا من 72 عالمًا كُرمت أسماؤهم بنقشها على البرج.

## ذريته
كان لبريغيه ابن وحيد هو أنطوان (1851 ـ 1882)، الذي عمل أيضًا كآبائه في الأجهزة الكهربائية، وتوفي في حياة أبيه. التقى بريغيه وابنه مع ألكسندر غراهام بيل وحصل منه على ترخيص بتصنيع الهاتف الذي اخترعه بل لتسويقه في فرنسا. من أحفاد بريغيه أيضًا رائد الطيران وصانع الطائرات لوي شارل بريغيه.